# Championnats du monde de cyclisme sur piste 1974
Navigation
Saint-Sébastien 1973 Rocourt 1975
Les championnats du monde de cyclisme sur piste 1974 ont eu lieu à Montréal au Canada. Onze épreuves sont disputées : 9 par les hommes (3 pour les professionnels et 6 pour les amateurs) et deux par les femmes.

## Organisation
Peu après s'être vu attribuer l'organisation des Jeux olympiques d'été de 1976 par le Comité international olympique, en 1970, la ville de Montréal est désignée hôte des championnats du monde de cyclisme sur piste de 1974 par l'Union cycliste internationale, à la demande de l'Association cycliste canadienne. Montréal avait déjà accueilli les championnats du monde sur piste en 1899.
Le vélodrome olympique, initialement prévu pour accueillir les championnats, n'a pas pu être prêt à temps. Sa construction, débutée en août 1973, a pris du retard, comme celle des autres installations olympiques. Le comité d'organisation, informé de ce retard par la Direction Parc olympique de la municipalité de Montréal en mai 1974, soit moins de trois mois avant les championnats. Ceux-ci ont par conséquent été disputés sur un vélodrome construit en moins de six semaines sur le terrain de football de l'université de Montréal.

## Résultats

### Hommes

#### Podiums professionnels
| Compétition            | Or                      | Argent                           | Bronze                      |
| ---------------------- | ----------------------- | -------------------------------- | --------------------------- |
| Vitesse individuelle   | Peder Pedersen Danemark | John-Michael Nicholson Australie | Robert Van Lancker Belgique |
| Poursuite individuelle | Roy Schuiten Pays-Bas   | Ferdinand Bracke Belgique        | René Pijnen Pays-Bas        |
| Demi-fond              | Cees Stam Pays-Bas      | Theo Verschueren Belgique        | Attilio Benfatto Italie     |

#### Podiums amateurs
| Compétition            | Or                                                                            | Argent                                                                              | Bronze                                                                  |
| ---------------------- | ----------------------------------------------------------------------------- | ----------------------------------------------------------------------------------- | ----------------------------------------------------------------------- |
| Kilomètre              | Eduard Rapp Union soviétique                                                  | Fer. Ferro Italie                                                                   | Janusz Kierzkowski Pologne                                              |
| Vitesse individuelle   | Anton Tkáč Tchécoslovaquie                                                    | Sergeï Kravtsov Union soviétique                                                    | Giorgio Rossi Italie                                                    |
| Poursuite individuelle | Hans Lutz Allemagne de l'Ouest                                                | Orfeo Pizzoferrato Italie                                                           | Thomas Huschke Allemagne de l'Est                                       |
| Poursuite par équipes  | Allemagne de l'Ouest Günter Schumacher Peter Vonhof Hans Lutz Dietrich Thurau | Allemagne de l'Est Thomas Huschke Heinz Richter Uwe Unterwalder Klaus-Jürgen Grünke | Tchécoslovaquie Jaremir Dolezal Petrnek Kocek Michal Klasa Milan Puzrla |
| Demi-fond              | Jean Breuer Allemagne de l'Ouest                                              | Martin Venix Pays-Bas                                                               | Miguel Espinos Espagne                                                  |
| Tandem                 | Tchécoslovaquie Vladimir Vackar Miroslav Vymazal                              | Union soviétique Viktor Kopylov Vladimir Semenets                                   | Pologne Benedykt Kocot Andrzej Bek                                      |

### Femmes
| Compétition            | Or                                 | Argent                              | Bronze                          |
| ---------------------- | ---------------------------------- | ----------------------------------- | ------------------------------- |
| Vitesse individuelle   | Tamara Piltsikova Union soviétique | Sue Novara États-Unis               | Galina Tsareva Union soviétique |
| Poursuite individuelle | Tamara Garkuchina Union soviétique | Valentina Smirnova Union soviétique | Keetie Hage Pays-Bas            |

## Tableau des médailles
| Rang | Nation               | Or | Argent | Bronze | Total |
| ---- | -------------------- | -- | ------ | ------ | ----- |
| 1    | Union soviétique     | 3  | 3      | 1      | 7     |
| 2    | Allemagne de l'Ouest | 3  | 0      | 0      | 3     |
| 3    | Pays-Bas             | 2  | 1      | 2      | 5     |
| 4    | Tchécoslovaquie      | 2  | 0      | 1      | 3     |
| 5    | Danemark             | 1  | 0      | 0      | 1     |
| 6    | Italie               | 0  | 2      | 2      | 4     |
| 7    | Belgique             | 0  | 2      | 1      | 3     |
| 8    | Allemagne de l'Est   | 0  | 1      | 1      | 2     |
| 9    | États-Unis           | 0  | 1      | 0      | 1     |
| -    | Australie            | 0  | 1      | 0      | 1     |
| 11   | Pologne              | 0  | 0      | 2      | 2     |
| 12   | Espagne              | 0  | 0      | 1      | 1     |
|      |                      | 11 | 11     | 11     | 33    |